# 克丽丝滕·桑托斯-格里斯沃尔德
克丽丝滕·桑托斯-格里斯沃尔德（英語：Kristen Santos-Griswold，1994年11月2日—），美国女子短道速滑运动员，2023年四大洲短道速滑锦标赛混合2000米接力金牌得主、女子500米、女子1500米银牌得主和女子3000米接力铜牌得主、2024年世界短道速滑锦标赛女子1500米银牌得主和女子500米铜牌得主。